# Amoy Food
Amoy Food Limited (淘化大同食品公司S) è un'azienda alimentare di Hong Kong, specializzata nella manifattura di salse e condimenti. Tra i suoi prodotti si trovano anche surgelati e cibi precotti. Fino al 2018 è appartenuta alla giapponese Ajinomoto, che l'ha veduta nello stesso anno al gruppo cinese CITIC.

## Storia
Nel 1908 venne fondata a Xiamen l'azienda progenitrice dell'attuale, la Tao Fa, che produceva salsa di soia e latte. Nel 1928 ad Hong Kong venne fondata la Amoy. In una pubblicità del 1947 il nome della compagnia era Amoy Canning Corporation, Ltd. (香港淘化大同公司S, Xiānggǎng Táohuà Dàtóng GōngsīP) con fabbrica a Ngau Tau Kok e sede a Bonham Strand in Sheung Wan.
Il 50% dell'azienda venne acquistato nel 1983 dalla Pillsbury Company. Nel 1988 era il maggior produttore di salsa della zona, con 6 000 tonnellate l'anno.
Nel 1987 venne aperto un impianto produttivo a Tai Po, totalmente acquisito da Danone nel 1991. Il gruppo francese vendette l'azienda ad Ajinomoto il 12 gennaio 2006.
Nel 2018, la società fu venduta al Gruppo CITIC della Cina.